# Enrique Benavent Vidal
Enrique Benavent Vidal (Quatretonda, 25 aprile 1959) è un arcivescovo cattolico spagnolo, dal 10 ottobre 2022 arcivescovo metropolita di Valencia.

## Biografia
Enrique Benavent Vidal è nato a Quatretonda il 25 aprile 1959.

### Formazione e ministero sacerdotale
Ha compiuto gli studi per il sacerdozio nel seminario metropolitano di Moncada e ha ottenuto la licenza in teologia presso la Facoltà di teologia "San Vicente Ferrer" di Valencia.
L'8 novembre 1982 fu ordinato presbitero per l'arcidiocesi di Valencia da papa Giovanni Paolo II, in quei giorni in visita in Spagna. In seguito è stato vicario parrocchiale e professore di religione ad Alcoy dal 1982 al 1985; formatore nel seminario maggiore di Moncada e professore di teologia per la formazione dei diaconi permanenti dal 1985 al 1990. Nel 1990 è stato inviato a Roma per studi. Nel 1993 ha ottenuto il dottorato in teologia presso la Pontificia Università Gregoriana. Tornato in patria è stato delegato episcopale per la pastorale vocazionale dal 1993 al 1997; professore di teologia dogmatica presso la Facoltà di teologia "San Vicente Ferrer" dal 1993 al 2004 e presso la sezione di Valencia del Pontificio istituto Giovanni Paolo II per studi su matrimonio e famiglia dal 1994 al 2004; direttore del Collegio maggiore "San Juan de Ribera" di Burjassot dal 1999 al 2004; vicedecano e direttore della sezione diocesana della Facoltà di teologia "San Vicente Ferrer" dal 2001 al 2004 e membro del consiglio presbiterale dal 2003 al 2004.

### Ministero episcopale
L'8 novembre 2004 papa Giovanni Paolo II lo ha nominato vescovo ausiliare di Valencia e titolare di Rotdon. Ha ricevuto l'ordinazione episcopale l'8 gennaio successivo nella cattedrale di Valencia dall'arcivescovo metropolita di Valencia Agustín García-Gasco Vicente, co-consacranti il cardinale Ricardo María Carles Gordó, arcivescovo di Barcellona, e il vescovo di Santander José Vilaplana Blasco.
Il 17 maggio 2013 papa Francesco lo ha nominato vescovo di Tortosa. Ha preso possesso della diocesi il 13 luglio successivo con una cerimonia nella cattedrale diocesana.
Nel marzo del 2014 ha compiuto la visita ad limina.
Il 10 ottobre 2022 papa Francesco lo ha nominato arcivescovo metropolita di Valencia; è succeduto al cardinale Antonio Cañizares Llovera, dimissionario per raggiunti limiti di età. Ha preso possesso dell'arcidiocesi il 10 dicembre successivo.
In seno alla Conferenza episcopale spagnola è presidente commissione per la dottrina della fede dal 2017. In precedenza è stato membro della commissione per seminari e le università dal 2008 al 2017 e membro della commissione per la dottrina della fede dal 2008 al 2017.
In seno alla Conferenza episcopale tarraconense è delegato per le missioni.

## Opere
- El Misterio Pascual en la teología reciente, 2002.
- La Declaración Dominus Iesus, la carta Novo Millennio Ineunte y la cristología reciente, 2003.
- El Jesús de Nazaret de Joseph Ratzinger-Benedicto XVI: cristología y lógica de la fe, 2008.
- Teología y vida eclesial, 2013

## Genealogia episcopale e successione apostolica
La genealogia episcopale è:
- Cardinale Scipione Rebiba
- Cardinale Giulio Antonio Santori
- Cardinale Girolamo Bernerio, O.P.
- Arcivescovo Galeazzo Sanvitale
- Cardinale Ludovico Ludovisi
- Cardinale Luigi Caetani
- Cardinale Ulderico Carpegna
- Cardinale Paluzzo Paluzzi Altieri degli Albertoni
- Papa Benedetto XIII
- Papa Benedetto XIV
- Papa Clemente XIII
- Cardinale Marcantonio Colonna
- Cardinale Giacinto Sigismondo Gerdil, B.
- Cardinale Giulio Maria della Somaglia
- Cardinale Carlo Odescalchi, S.I.
- Cardinale Costantino Patrizi Naro
- Cardinale Serafino Vannutelli
- Cardinale Domenico Serafini, Cong. Subl. O.S.B.
- Cardinale Pietro Fumasoni Biondi
- Cardinale Antonio Riberi
- Cardinale Ángel Suquía Goicoechea
- Cardinale Agustín García-Gasco Vicente
- Vescovo Enrique Benavent Vidal

La successione apostolica è:
- Vescovo Fernando Enrique Ramón Casas (2025)
- Vescovo Arturo Javier García Pérez (2025)